# 歐洲絲雀
歐洲絲雀（學名：Serinus serinus），是雀科（Fringillidae）中體型最小的物種，與大西洋金絲雀有密切親緣關係。其主要以芽和種子的組合為食。

## 分類學
卡爾·林奈於1766年在其《自然系統》第12版中以二名法命名Fringilla serinus描述歐洲絲雀。拉丁文serinus源自法語「serin」（金絲雀）。該法語詞可能是拉丁文「citrinus」（檸檬色）的訛變。

## 形態特徵
歐洲絲雀體型小巧，尾短，體長11-12公分。上體呈帶深色條紋的灰綠色，腰部黃色。黃色的胸部和白色腹部也有濃密條紋。雄鳥面部和胸部黃色更鮮艷，具黃色翼斑和尾側黃斑。其鳴聲為帶顫音的嗡嗡聲，在地中海地區十分常見。
該物種繁殖於歐洲中南部及北非洲。南部和大西洋沿岸族群多為留鳥，但北部繁殖個體會遷徙至歐洲更南部越冬。偏好開闊林地與農耕地繁殖，常混生部分針葉樹。築巢於灌木或樹上，每窩產卵3-5枚。非繁殖期形成群體，常與其他雀鳥混群。
食物以種子為主，繁殖季兼食昆蟲。這種小型絲雀活躍且常十分顯眼。

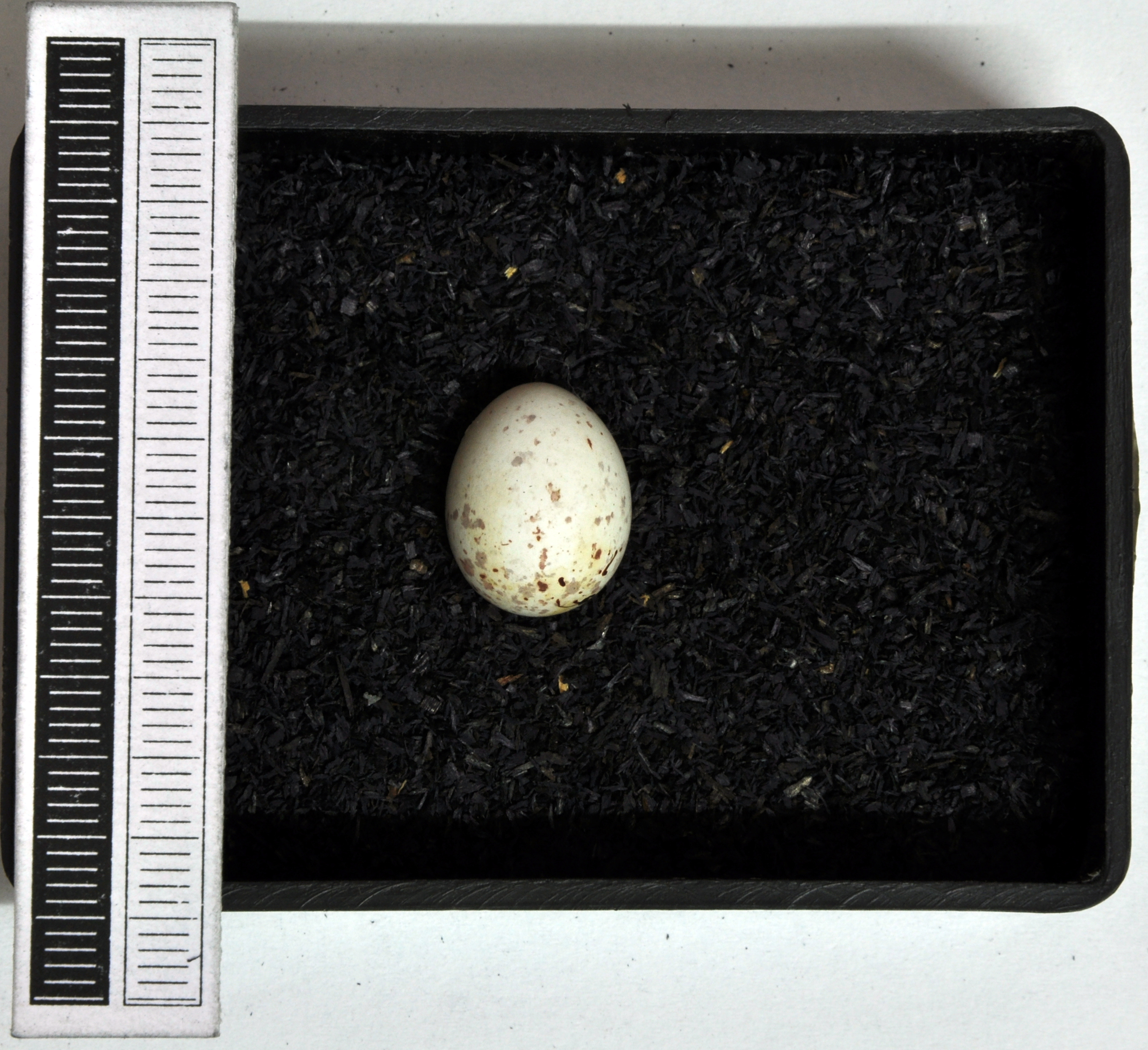
德國威斯巴登博物館館藏鳥卵標本

- 雄鳥
- 歐洲絲雀影片
- 展示其獨特鳴叫的另一段影片

## 外部連結
维基共享资源上的相關多媒體資源：歐洲絲雀
- 歐洲絲雀鳴聲錄音 （页面存档备份，存于）
- 網路鳥類圖鑑：歐洲絲雀影片、照片與聲音 （页面存档备份，存于）
- Javier Blasco-Zumeta與Gerd-Michael Heinze撰寫的年齡與性別鑑定指南 （页面存档备份，存于）
- Oiseaux （页面存档备份，存于） 照片、文字說明與分佈圖。